# Glee: The Music Presents the Warblers
Glee: The Music Presents the Warblers — седьмой альбом саундтреков к американскому музыкальному телесериалу «Хор», который транслируется телеканалом Fox в США и Канаде. Альбом вышел в свет 19 апреля 2011 года и включает в себя тринадцать композиций, исполненных во втором сезоне сериала а капелла хором «Соловьи» (англ. Warblers) вымышленной мужской академии Далтон. Все сольные партии исполнили актёры Даррен Крисс, который играет в сериале роль ведущего солиста хора Блейна Андерсона, и Крис Колфер, который исполняет роль Курта Хаммела, а в качестве бэк-вокалистов в записи приняли участие реальные члены хора Beelzebubs университета Тафтс в штате Массачусетс. Исполнительными продюсерами альбома стали создатели серала Данте Ди Лорето и Брэд Фэлчак, а количество проданных копий превышает 1,3 млн.

## Создание
Частная мужская академия Далтон — вымышленное учебное заведение в Вестервилле, штат Огайо, фигурирующее в телесериале «Хор» и впервые появившееся в эпизоде «Never Been Kissed» второго сезона. В том же эпизоде в качестве приглашённой звезды в сериале дебютировал актёр Даррен Крисс, в роли лидирующего солиста хора и открытого гея Блейна Андерсона. Во время первого появления, хором была исполнена кавер-версия песни «Teenage Dream» певицы Кэти Перри. Приглашённые на роль остальных хористов актёры не участвовали в записи; все партии исполнены реальным а капелла хором «Beelzebubs» из университета Тафтс в Сомервилле, штат Массачусетс. По словам руководителя «Beelzebubs» Илая Сайдмана, создатели сериала рассматривали вариант появления его подопечных в сериале, но перелёт студентов из Массачусетса в Калифорнию оказался слишком затратным.
Курт Хаммел, роль которого играет актёр Крис Колфер, переводится в Далтон в эпизоде «Special Education», присоединяется к хору и проходит путь от второпланового участника до второго солиста в композиции «Hey, Soul Sister», в записи которой он принял участие. Помимо этого, Курт исполнил дуэтом с Блейном композиции «Animal» и «Candles». Аранжировки песен были сделаны членом «Beelzebubs» Эдом Бойером, и все записаны на студии Q Division Studios в Сомервилле, кроме «Teenage Dream», запись которой проходила в Нью-Йорке.
О планируемом выпуске альбома Даррен Крисс сообщил 7 марта 2011 года во время своего появления в телешоу ''Live with Regis and Kelly''. Подробности — обложка, название, трек-лист и дата выхода — были анонсированы 23 марта в пресс-релизе. На обложке изображена часть пиджака обязательной формы студентов академии Далтон вместе с нашивкой школы и значком хора «Соловьи», прикреплённом к воротнику. Два варианта обложки были разработаны и выпущены хористами «Beelzebubs» ещё до их участия в «Хоре»: кавер-версия Destiny’s Child «Bills, Bills, Bills» и «When I Get You Alone» Робина Трике, которые были включены в собственные альбомы хора Next (2001) и Pandemonium (2007) соответственно. Два трека из альбома не прозвучали в сериале, однако были включены в релиз: «What Kind of Fool» Барбры Стрейзанд и Барри Гибба и «Da Ya Think I’m Sexy?» Рода Стюарта. Первая была исполнена на вручении премии Персона года «MusiCares», а вторая была записана для эпизода «Sexy», однако впоследствии не вошла в него. «Teenage Dream» также была включена в альбом Glee: The Music, Volume 4, который вышел в ноябре 2010 года.

## Музыкальная составляющая
Альбом включает в себя тринадцать композиций, двенадцать из которых были написаны при участии «Beelzebubs». Кавер-версия «Blackbird», которую исполнил Крис Колфер, была записана с другими бэк-вокалистами. Хотя большая часть треков относится к жанру поп-музыки, некоторые кавер-версии исполнены в жанрах поп-рок, R&B и хип-хоп, что несколько раз было обыграно в сериале намёками на избирательность «Соловьёв» и предпочтении ими песен из Top 40 чартов США ,в то время как «Новые горизонты» МакКинли чаще выбирают песни из классических американских мюзиклов. Мэтт Диал из Los Angeles Times описал «Teenage Dream» в исполнении Крисса как «The Killers на встрече с Sigur Rós и Jonas Brothers». Кавер-версия «Hey, Soul Sister» группы Train, которую Диал описал как «среднестатическую песню Бруно Марса», включает в себя имитацию звуков мандолина, которые были наложены на запись. Другие треки также были записаны с применением программ коррекции высоты звука а также многоканальной записью для создания звука более объёмного, чем одиннадцать членов «Beelzebubs» могут исполнить вживую. Во время тура Glee Live! In Concert!, где актёры предстали в образе своих персонажей, «живые» версии композиции были исполнены актёрами без помощи хористов «Beelzebubs», однако с частичным использованием из фонограмм, в то время как Даррен Крисс исполнял живой вокал.

## Список композиций
| №   | Название                 | Автор(ы)                                                                | Оригинальный исполнитель      | Длительность |
| --- | ------------------------ | ----------------------------------------------------------------------- | ----------------------------- | ------------ |
| 1.  | «Teenage Dream»          | Dr. Luke, Бенни Бланко, Кэти Перри, Бонни МакКи, Макс Мартин            | Кэти Перри                    | 3:40         |
| 2.  | «Hey, Soul Sister»       | Амунд Бьйоркланд, Эспен Линд, Пэт Монахан                               | Train                         | 3:40         |
| 3.  | «Bills, Bills, Bills»    | Кевин Бриггс, Кэнди Баррис, Бейонсе Ноулз, Летоя Лакетт, Келли Роуленд  | Destiny's Child               | 3:00         |
| 4.  | «Silly Love Songs»       | Линда Маккартни, Пол Маккартни                                          | Wings                         | 3:50         |
| 5.  | «When I Get You Alone»   | Робин Тик, Уолтер Мёрфи                                                 | Робин Тик                     | 2:32         |
| 6.  | «Animal»                 | Тим Пагнотта, Тайлер Гленн, Элейн Доти, Крис Аллен, Бранден Кэмпбелл    | Neon Trees                    | 3:11         |
| 7.  | «Misery»                 | Джесси Кармайкл, Адам Левин, Майкл Мэдден, Сэм Фаррар, Джеймс Валентайн | Maroon 5                      | 3:08         |
| 8.  | «Blackbird»              | Джон Леннон, Пол Маккартни                                              | The Beatles                   | 2:20         |
| 9.  | «Candles»                | Майк Гентайл, Сэм Холландер, Кэссиди Поуп, Дейв Катц                    | Hey Monday                    | 2:51         |
| 10. | «Raise Your Glass»       | Pink, Макс Мартин, Карл Шустер                                          | Pink                          | 3:18         |
| 11. | «Somewhere Only We Know» | Тим Райс-Оксли, Том Чаплин, Ричард Хьюз                                 | Keane                         | 3:04         |
| 12. | «What Kind of Fool»      | Элфи Галутен, Барри Гибб                                                | Барбра Стрейзанд и Барри Гибб | 4:08         |
| 13. | «Do Ya Think I’m Sexy?»  | Кармайн Аппис, Дуэйн Хитчингс, Род Стюарт                               | Род Стюарт                    | 3:00         |

## Коммерческая составляющая
Альбом дебютировал на второй строчке в чарте Billboard 200 и первом — в чарте Billboard's Soundtracks с 86 000 проданными копиями. Несмотря на то, что позиции альбома в чартах стали наивысшими для альбомов второго сезона «Хора», стартовые показатели продаж оказалось одним из самых низких за весь период трансляции телесериала на тот момент, наряду с мини-альбомом Glee: The Music, The Rocky Horror Glee Show. Рекорд был побит уже через несколько недель — альбом Glee: The Music, Volume 6 был продан в количестве всего 80 000 копий за первую неделю. Во вторую неделю было продано 28 000 копий Presents the Warblers. В Канаде и Австралии альбом дебютировал на пятой и шестой строчках соответственно, а в Новой Зеландии — под номером одиннадцать, и не поднимался выше сороковой строчке в Мексике. Между тем, продажи альбома «Beelzebubs» с выходом Presents the Warblers увеличились в среднем в четыре раза за первый месяц.